# Grado militar

Diferencias en los distintivos de oficiales y suboficiales militares.

En terminología militar, un grado, rango, graduación o empleo es una categoría jerárquica en el escalafón que establece la escala de mando en las distintas fuerzas armadas, fuerzas policiales y otras organizaciones armadas o uniformadas. Este no debe confundirse nunca con el cargo militar la cual es una función específica y diferenciada.
Los empleos militares se dividen en escalas, que según los países e historia, son: tropa (alistados), suboficiales (oficiales no comisionados) y oficiales (comisionados, subalternos, particulares, jefes, superiores, generales).
Los grados militares se representan de forma visual mediante divisas/insignias y galones en el uniforme, normalmente mediante piezas de tela cosidas a los hombros, las mangas o el pecho.
El uso de grados en las fuerzas armadas es prácticamente universal. Organizaciones como el Ejército Popular de Liberación de la República Popular China (1965-1988), el Ejército de Albania (1966-1991) y el Ejército Rojo de la extinta Unión Soviética (1918-1992) son ejemplos de fuerzas armadas que en su día abolieron el sistema de grados, aunque se vieron forzadas a reinstaurarlo posteriormente tras encontrarse con problemas operacionales de mando y control.

## Razones para establecer grados en las fuerzas armadas
Establecer grados militares en un ejército es crucial para una organización efectiva, liderazgo y eficiencia operativa. Los grados militares son fundamentales para el funcionamiento de un ejército. Proporcionan estructura, claridad y eficiencia, asegurando que las fuerzas armadas operen de manera efectiva y logren sus objetivos. El sistema de rangos apoya el liderazgo, la responsabilidad, el desarrollo profesional y la coordinación operativa, convirtiéndolo en un aspecto indispensable de la organización militar.
Los siguientes aspectos explican en detalle por qué los grados militares son esenciales:
- Estructura jerárquica y mando[4]

Los rangos militares crean una jerarquía o cadena de mando clara dentro de las fuerzas armadas. Esta jerarquía asegura que las órdenes fluyan de manera fluida de los niveles superiores a los inferiores. Cada rango tiene responsabilidades y autoridad definidas, reduciendo la confusión sobre quién manda a quién.
Con un sistema de grados estructurado, las decisiones se pueden tomar de manera más eficiente. Los oficiales superiores toman decisiones estratégicas, mientras que el personal de rango inferior se enfoca en tareas tácticas y operativas. Esta división de trabajo permite una toma de decisiones más especializada e informada.
- Eficiencia organizacional[5]

Los grados ayudan a definir roles y responsabilidades. Cada rango viene con deberes específicos, asegurando que cada miembro del ejército sepa cuál es su papel dentro de la organización. Esta claridad ayuda en la asignación efectiva de tareas y minimiza la superposición y confusión.
Los grados estandarizan las expectativas de comportamiento, rendimiento y deberes. Esta uniformidad ayuda a mantener la disciplina y asegura que todos entiendan lo que se espera de ellos en cada nivel.
- Liderazgo y responsabilidad[6]

Los grados militares establecen una jerarquía estructurada de liderazgo. Los líderes en varios rangos son responsables de guiar, mentorizar y gestionar a sus subordinados. Esto asegura que el liderazgo esté distribuido adecuadamente a lo largo de la organización.
El sistema de grados asegura la responsabilidad al asignar la responsabilidad a individuos basándose en su grado. Los oficiales de grados superiores son responsables de los resultados estratégicos más amplios, mientras que el personal de grados inferiores es responsable de ejecutar tareas específicas.
- Promoción y progresión profesional[6]

Los grados proporcionan una ruta clara para el avance profesional. Los miembros del servicio pueden entender qué necesitan lograr para ser promovidos a grados superiores, motivándolos a mejorar sus habilidades y desempeño.
La promoción a través de los grados a menudo se basa en el mérito, la experiencia y el desempeño. Este sistema recompensa a los individuos por su dedicación y efectividad, ayudando a fomentar una cultura de excelencia y compromiso.
- Entrenamiento y desarrollo[5]

Los diferentes grados a menudo requieren diferentes niveles y tipos de entrenamiento especializado. El sistema de grados ayuda a adaptar los programas de entrenamiento a las necesidades y responsabilidades de cada grado, asegurando que el personal esté bien preparado para sus roles.
A medida que los individuos avanzan en grado, a menudo asumen roles más complejos y exigentes. El sistema de grados facilita el desarrollo de habilidades de liderazgo, pensamiento estratégico y habilidades técnicas avanzadas.
- Disciplina y orden[5]

Los grados ayudan a aplicar la disciplina al delinear claramente la autoridad y responsabilidad. Los rangos superiores pueden emitir órdenes y esperar cumplimiento, mientras que los rangos inferiores deben seguir estas órdenes, manteniendo el orden dentro de la unidad militar.
El sistema de grados ayuda a resolver conflictos proporcionando un enfoque estructurado para abordar quejas y problemas. Los oficiales superiores manejan disputas serias, mientras que los supervisores inmediatos abordan problemas cotidianos.
- Significado histórico y tradicional

Los grados militares llevan un significado histórico y tradicional. Reflejan la historia y evolución de las fuerzas armadas e infunden un sentido de orgullo y honor entre los miembros del servicio.
Los grados proporcionan un sistema de reconocimiento para los logros y el servicio de los individuos. Simbolizan el respeto y honor ganados a través de la dedicación, habilidad y contribución a la militar.
- Coordinación operacional[7]

En operaciones militares complejas, los grados ayudan a coordinar los esfuerzos asegurando que los comandos se den y sigan de manera eficiente. Esta coordinación establecida mediante el mando y control es esencial para el éxito de las misiones y operaciones militares.
Los grados facilitan la integración de diferentes unidades y ramas de las fuerzas armadas. Al establecer un marco común para el mando y la comunicación, permiten una cooperación efectiva entre los diversos elementos de las fuerzas armadas.

## Lista de grados militares
Entre los Estados de la OTAN existe un sistema de códigos para homogeneizar y conocer la equivalencia entre los grados de los distintos ejércitos que la componen ("Acuerdo de Normalización", Standardization Agreement, STANAG 2116,  1992). Por encima del OF-10 se encuentran empleos teóricos, más bien cargos que, o bien nunca han sido empleados efectivamente, o representan a jefes de un estado totalitario, tal es el caso del generalísimo o el general de los ejércitos.

### Oficiales generales
OF-10Capitán general (general de 5 estrellas). Esta categoría suele estar inactiva o se usa de modo protocolario u honorífico. Si es efectivo, normalmente es el empleo superior de las FF.AA.
OF-9General de ejército (general de 4 estrellas). En la armada, almirante general y en el ejército del aire o fuerza aérea, General del Aire o general aéreo. En algunos países se le llama general y almirante, simplemente.
OF-8Teniente general (general de 3 estrellas). En la armada, almirante (3 estrellas).
OF-7General de división (general de 2 estrellas). En la armada, vicealmirante (2 estrellas). mayor general en otros países.
OF-6General de brigada (general de 1 estrella). En la armada, contraalmirante (1 estrella). brigadier o brigadier general y comodoro en otros países.

### Oficiales
OF-5Coronel. En la armada, capitán de navío.
OF-4Teniente coronel. En la armada, capitán de fragata.
OF-3Comandante. En la armada, capitán de corbeta. Conocido como Mayor en otros países.
OF-2Capitán. En la armada, teniente de navío.
OF-1Teniente. En la armada, alférez de navío y por debajo, alférez. En la armada, alférez de fragata.
En algunos países se le conoce como teniente de fragata y al alférez/alférez de fragata como teniente segundo o teniente. En otras armadas también como teniente de fragata, y por debajo teniente de corbeta o subteniente.
OF-DAlférez (entre 3.º y 5.º de academia de oficiales) y caballero/dama cadete (en 1.º y 2.º de academia de oficiales) en la Academia General Militar. En la armada, alférez de fragata (en 5.º), guardiamarina (en 3.º y 4.º) y aspirante a oficial (en 1.º y 2.º) en la Escuela Naval Militar y en el ejército del aire, alférez alumno (entre 3.º y 5.º) y caballero/dama cadete (en 1.º y 2.º) en la Academia General del Aire.

### Suboficiales
OR-10Suboficial mayor. Sargento mayor del ejército en algunas naciones.
OR-9Subteniente. Sargento mayor en otros países.
OR-8Brigada. Nombre de empleo exclusivo de España, en otros países equivale al sargento de una especialidad determinada.
OR-7Sargento primero.
OR-6Sargento.

### Tropa
OR-5Cabo mayor. Exclusivo de España, en otros ejércitos recibe nombres diferentes.
OR-4Cabo primero. Tanto en el ejército como en la armada.
OR-3Cabo. También conocido como cabo segundo.
OR-2Soldado de primera o primero. Marinero de primera/primero o distinguido en la armada.
OR-1Soldado. Marinero en la armada.

## Ejércitos antiguos

### Ejército griego
Desde 501 a. C., los atenienses elegían anualmente a diez individuos para el rango de strategos', una por cada una de las diez «tribus» que se habían creado con la fundación de la democracia. Strategos significa «jefe del ejército» y suele traducirse como «general». Originalmente, estos generales trabajaban junto a los antiguos polemarchos («caudillos»), pero con el tiempo esta última figura fue absorbida por el generalato: cada uno de los diez generales rotaba como polemarch durante un día, y durante éste su voto servía de desempate en caso necesario.
Como funcionario electo, un Strategos no tiene rango por definición. Por tanto, el Estratego es un cargo jerárquico por encima de los militares, de naturaleza política similar a la de un sheriff o comisario de policía de hoy en día. Esto es completamente diferente de un General Militar Comisionado de hoy en día, que nunca se presenta a unas elecciones en ningún momento de su carrera. Históricamente, no está claro si existía algún tipo de insignia para el cargo de Estratega, aunque dadas las costumbres actuales, cabe sospechar que sí existía. 
La confusión en torno al «rango» de los estrategos se debe seguramente a la costumbre moderna de conceder a los comisarios de policía y a los alguaciles una insignia con la forma de lo que comúnmente se entiende como un rango muy alto dentro de la jerarquía militar tradicional. Esta insignia «en forma de rango» es una representación formal de la autoridad civil pública sobre los asuntos militares. 
Los diez generales eran iguales entre sí; no había jerarquía entre ellos. Sin embargo, existía una forma básica de democracia: por ejemplo, en la Batalla de Maratón del 490 a. C., los generales determinaron el plan de batalla por mayoría de votos. Los generales podían recibir asignaciones particulares, pero inevitablemente había un reparto regular de responsabilidades.
El rango subordinado a un general de alto rango era el de taxiarchos' o taxiarhos, algo parecido al moderno brigadier. En Esparta, sin embargo, el título era «polemarchos». Por debajo de éste estaba el syntagmatarchis, que puede traducirse como «jefe de un regimiento» (syntagma) y era, por tanto, como un coronel moderno. Por debajo de él estaba el tagmatarches, oficial al mando de un tagma (cercano al batallón moderno). El rango era más o menos equivalente al legatus de una legión romana. A continuación estaba el lokhagos, un oficial que dirigía una unidad de infantería llamada lokhos que constaba de unos cien hombres, más o menos lo mismo que en una compañía moderna dirigida por un capitán.

### Ejército romano
Los rangos de los ejércitos romanos eran mucho menos numerosos que los de los ejércitos modernos. El nombre ha variado a lo largo de los siglos. Sin embargo, podemos conservar los siguientes grados principales:
- el legado de legión, que manda una legión romana.
- el tribuno militar es un oficial superior. Una legión generalmente incluye seis tribunos, cada uno de los cuales la dirige por turnos.
- El centurión es un oficial de infantería que comanda una centuria.
- El decurión o decurio es un oficial de caballería, que comanda un decurio (mínimo diez jinetes).
- el optio es una especie de aspirante a centurión que actúa como segundo de este último.

### Ejércitos medievales japoneses
- Ashigaru: soldado de infantería, soldado
- Bushi: soldado de rango reconocido
- Daimio: administrador de una provincia (señor)
- Shogun: dictador militar (depende de los períodos históricos)
- Jizamurai, o ji-samurai: guerrero que durante el periodo Kamakura era asignado a una tierra y debía cultivarla. Los ji-samuráis eran en realidad campesinos que, en caso de guerra, debían prestar servicio armado al señor del que dependían.
- Musha: nombre antiguo que se daba a los guerreros.
- Hatamoto: “hombres estandarte”
- yamabushi: monje guerrero.

Nota: el término samurai es un término que se utilizó tardíamente.

### Turcos
No había rangos en el sentido moderno de jerarquía de títulos, aunque el ejército estaba organizado en un mando jerárquico. La organización del ejército se basó en el sistema decimal, empleado por Modun. El ejército se basaba en un escuadrón de diez soldados (aravt) dirigido por un jefe designado. Diez de ellos formarían entonces una compañía de cien (zuut), también dirigida por un jefe designado. La siguiente unidad era un regimiento de mil (myangat) dirigido por un noyan designado. La unidad orgánica más grande era una unidad de diez mil hombres (tumen) también dirigida por un noyan designado.

### Persia
El ejército de la antigua Persia estaba formado por agrupaciones militares manejables bajo mandos individuales. Comenzando desde abajo, una unidad de 10 se llamaba dathabam y estaba dirigida por un dathapatis. Una unidad de 100 hombres era un satabam dirigido por un satapatis. Una unidad de 1.000 era un hazarabam y estaba comandada por un hazarapatis. Una unidad de 10.000 era un baivarabam y estaba comandada por un baivarapatis. Los griegos llamaban a esas masas de tropas myrias o myriad. Entre las tropas montadas, un asabam era una unidad de caballería dirigida por un asapatis.
Los historiadores han identificado la existencia de los siguientes rangos en los ejércitos parto y sasánida:
- Comandante en jefe: eran spahbod (que será reemplazado por cuatro spahbods, uno para cada frontera del imperio durante el reinado de Cosroes I)
- Comandante de la caballería: aspwargan salar (parto) o aswaran salar (sasánida)
- Comandante de los arqueros: tirbodh
- Comandante de infantería: paygan salar
- Castellano: argbadh o argbod
- Comandante de una marca fronteriza: marzpawn (parto) o marzban (sasánida)
- El marzban de las marcas de Asia Central se llamaba kanarang.